# Trombocitička trombocitopenična purpura
Trombocitička trombocitopenična purpura ili Moschcowitzev sindrom (skraćeno TTP) je retka bolest uzrokovana poremećajem koagulacije zbog čega u malim krvnim žilama nastaju krvni ugrušci. Retki nasledni oblik TTP se naziva Upshaw-Schülmanov sindrom. Bolest je nazvana prema lekaru Eli Moschcowitz koji je prvi opisao slučaj u bolnici u Njujorku 1925.godine.

## Simptomi
Simptomi koje uzrokuje TTP nisu specifični za bolest, ali postoji kombinacija pet simptoma (tzv. pentada) koja upućuje na bolesti, iako neki simptomi kod TTP mogu i izostati:
- neurološki simptomi, npr. halucinacije, promene ponašanja, promena mentalnog stanja, moždani udar, glavobolja
- zatajenje bubrega
- povišena telesna temperatura
- trombocitopenija
- mikorangiopatska hemolitička anemija (žutica, anemija)

## Uzroci
Do nastanka TTP, kao i ostalih mikroangiopatskih hemolitičkih anemija, dolazi zbog spontane agregacije trombocita i aktivacije koagulacijskog sistema u malim krvnim sudovima. TTP se može u grubo po patogenezi podeliti na:
- idiopatska TTP čiji nastanak se povezuje sa inhibicijom metaloproteinaze ADAMTS13 antitelima. ADAMTS13 je enzim koji razgrađuje von Wilebrandov faktor (vWF), bjelančevinu koja sudeluje u povezivanju trombocita u krvni ugrušak, te zbog nedostatka toga enzima, povećana količina vWF povećava sklonost zgrušavanju krvi. Ova teorija se naziva Furlan-Tsai hipoteza, a njoj u prilog govore podaci o 80% obolelih od idiopatske TTP kod kojih je aktivnost enzima ADAMTS13 smanjena na manje od 5%, te podatak da je kod 44-56% obolelih od idiopatske TTP utvrđen inhibitor enzima ADAMTS13.[4][5][6]
- sekundarni TTP nastaje kada određena stanja (tumor, lijekovi, infekcija virusom HIV, trudnoća) uzrokuju TTP
- Upshaw-Schülmanov sindrom je retki nasledni deficit[7][8][9] enzima metaloproteinaze ADAMTS13.[10] TTP simptomi se javljaju tek kada neka druga bolest povisi količinu vWF (npr. infekcija).

## Lečenje
U lečenju bolesti koristi se plazmafereza, imunospresivna terapija, glukokortikosteroidima, vinkrtistinom, i ciklofosfamidom. Bolesnici su i splenektomirani.